# 한수생
한수생(韓壽生, 1934년 4월 29일 ~ )은 대한민국 前 초대 환경처 차관이다.

## 주요 이력

### 주요 경력
- 前 대한민국 보건사회부 사무관(1972년 6월 15일 ~ 1978년 6월 15일)
- 前 대한민국 보건사회부 기획관리관(1978년 6월 15일 ~ 1980년 7월 15일)
- 前 대한민국 환경청 기획관리관(1980년 7월 20일 ~ 1983년 10월 16일)
- 前 대한민국 대통령 비서실 환경비서관(재임: 1984년 9월 30일 ~ 1985년 2월 23일)
- 前 대한민국 외무부 차관 예하 국제환경행정특보보좌관(재임: 1985년 3월 2일 ~ 1985년 5월 31일)
- 前 대한민국 서울지방환경청 청장(재임: 1986년 1월 1일 ~ 1988년 1월 31일)
- 前 대한민국 환경청 차장(재임: 1988년 4월 2일 ~ 1990년 1월 3일)
- 前 제1대 대한민국 환경처 차관(재임: 1990년 1월 3일 ~ 1991년 4월 26일)

### 학력
- 서울대학교 법학과 학사
- 서울대학교 행정대학원 행정학 석사